# Otto-Grünmandl-Literaturpreis
Der Otto-Grünmandl-Literaturpreis ist ein Literaturpreis des Landes Tirol.
Der nach Otto Grünmandl benannte Literaturpreis soll die Literatur im Land Tirol fördern. Er wird alle zwei Jahre vergeben und ist mit 5.000 Euro dotiert.

## Preisträger
- 2010 Hans Haid[2]
- 2012 Walter Klier[3]
- 2014 Rosmarie Thüminger[4]
- 2016 Irene Prugger
- 2018 Markus Köhle
- 2020 Annemarie Regensburger und Hubert Flattinger[5]
- 2022 Hans Platzgumer
- 2024 Angelika Rainer[6]